# Distrito de Siklós
El distrito de Siklós es un distrito húngaro perteneciente al condado de Baranya.

## Localidades
El distrito está conformado por 3 ciudades y 50 pueblos.
Ciudades
- Harkány
- Siklós
- Villány

Pueblos
- Alsószentmárton
- Babarcszőlős
- Beremend
- Bisse
- Csarnóta
- Cún
- Diósviszló
- Drávacsehi
- Drávacsepely
- Drávapalkonya
- Drávapiski
- Drávaszabolcs
- Drávaszerdahely
- Egyházasharaszti
- Garé
- Gordisa
- Illocska
- Ipacsfa
- Ivánbattyán
- Kásád
- Kémes
- Kisdér
- Kisharsány
- Kisjakabfalva
- Kiskassa
- Kislippó
- Kistapolca
- Kistótfalu
- Kovácshida
- Lapáncsa
- Magyarbóly
- Matty
- Márfa
- Márok
- Nagyharsány
- Nagytótfalu
- Old
- Palkonya
- Peterd
- Pécsdevecser
- Rádfalva
- Siklósbodony
- Siklósnagyfalu
- Szaporca
- Szava
- Tésenfa
- Túrony
- Újpetre
- Villánykövesd
- Vokány